# مارتيل ويبستر
مارتيل ويبستر (بالإنجليزية: Martell Webster)‏ مواليد 4 ديسمبر 1986 في إدموندز، هو لاعب كرة سلة أمريكي بدأ مسيرته الاحترافية في سنة 2005 حيث تم اختياره من قبل فريق بورتلاند ترايل بلايزرز خلال الدرافت. يبلغ طوله 6 قدم 7 بوصة (2.0 م).

## فرق لعب لها
- بورتلاند ترايل بلايزرز
- مينيسيوتا تيمبر وولفز
- واشنطن ويزاردز

## إحصائيات المسيرة

### الموسم الاعتيادي
| السنة   | الفريق                 | لعب | بدأ | دقيقة | ميداني% | ثلاثية | حرة  | ارتداد | صنع | استلاب | تصدي | نقطة |
| ------- | ---------------------- | --- | --- | ----- | ------- | ------ | ---- | ------ | --- | ------ | ---- | ---- |
| 2005–06 | بورتلاند ترايل بلايزرز | 61  | 18  | 17.5  | .399    | .357   | .859 | 2.1    | .6  | .3     | .2   | 6.6  |
| 2006–07 | بورتلاند ترايل بلايزرز | 82  | 27  | 21.5  | .396    | .364   | .705 | 2.9    | .6  | .4     | .2   | 7.0  |
| 2007–08 | بورتلاند ترايل بلايزرز | 75  | 70  | 28.4  | .422    | .388   | .735 | 3.9    | 1.2 | .6     | .4   | 10.7 |
| 2008–09 | بورتلاند ترايل بلايزرز | 1   | 0   | 5.0   | .000    | .000   | .000 | .0     | .0  | .0     | .0   | .0   |
| 2009–10 | بورتلاند ترايل بلايزرز | 82  | 49  | 24.5  | .405    | .373   | .813 | 3.3    | .8  | .5     | .5   | 9.4  |
| 2010–11 | مينيسيوتا تيمبر وولفز  | 46  | 1   | 23.8  | .447    | .417   | .770 | 3.2    | 1.2 | .6     | .2   | 9.8  |
| 2011–12 | مينيسيوتا تيمبر وولفز  | 47  | 26  | 24.3  | .423    | .339   | .792 | 3.6    | .9  | .7     | .4   | 6.9  |
| 2012–13 | واشنطن ويزاردز         | 76  | 62  | 28.9  | .442    | .422   | .848 | 3.9    | 1.9 | .6     | .2   | 11.4 |
| 2013–14 | واشنطن ويزاردز         | 78  | 13  | 27.7  | .433    | .392   | .840 | 2.8    | 1.2 | .5     | .2   | 9.7  |
| 2014–15 | واشنطن ويزاردز         | 32  | 0   | 11.0  | .264    | .233   | .750 | 1.4    | .5  | .2     | .0   | 3.3  |
| المسيرة |                        | 580 | 266 | 24.0  | .418    | .382   | .791 | 3.1    | 1.0 | .5     | .3   | 8.7  |

### التصفيات
| السنة   | الفريق                 | لعب | بدأ | دقيقة | ميداني% | ثلاثية | حرة  | ارتداد | صنع | استلاب | تصدي | نقطة |
| ------- | ---------------------- | --- | --- | ----- | ------- | ------ | ---- | ------ | --- | ------ | ---- | ---- |
| 2010    | بورتلاند ترايل بلايزرز | 6   | 0   | 25.3  | .423    | .294   | .556 | 4.3    | 0.7 | 0.8    | 0.5  | 9.8  |
| 2014    | واشنطن ويزاردز         | 11  | 0   | 17.7  | .366    | .231   | .667 | 2.3    | 0.5 | 0.4    | 0.5  | 3.8  |
| المسيرة |                        | 17  | 0   | 20.4  | .398    | .256   | .593 | 3.0    | 0.5 | 0.5    | 0.5  | 5.9  |

## روابط خارجية
- مارتيل ويبستر على موقع إن بي أي (الإنجليزية)
- مارتيل ويبستر على موقع سبورتس رفرنس (الإنجليزية)
- مارتيل ويبستر على موقع كرة السلة الأوروبية.كوم (الإنجليزية)
- مارتيل ويبستر على موقع إي إس بي إن.كوم (الإنجليزية)
- مارتيل ويبستر على موقع ريلجم (الإنجليزية)
- مارتيل ويبستر على موقع بروبوليرز (الإنجليزية)
- مارتيل ويبستر على موقع سبورتس رفرنس (الإنجليزية)